# Polyplax chinensis
Polyplax chinensis – gatunek wszy z rodziny Polyplacidae. Powoduje wszawicę. Pasożytuje na drobnych gryzoniach z podrodziny myszoskoczek w rodzinie myszowatych takich jak suwak tłusty (Meriones crassus) i suwak pustynny (Meriones meridianus).
Samica wielkości 1,4 mm, samiec mniejszy osiąga wielkość 1,1 mm. Anteny wykazują dymorfizm płciowy. U samców bazowy segment anteny powiększony, zaś trzeci segment znacznie zmodyfikowany w stosunku do trzeciego segmentu u samicy.  Wszy te mają ciało silnie spłaszczone grzbietowo-brzusznie. Samica składa jaja zwane gnidami, które są mocowane specjalnym "cementem" u nasady włosa. Rozwój osobniczy trwa po wykluciu się z jaja około 14 dni. Występuje na terenie Azji w Mongolii, Pakistanie, Chinach.